# Болуарте, Дина
Ди́на Эрси́лия Болуа́рте Сега́рра (исп. Dina Ercilia Boluarte Zegarra; род. 31 мая 1962, Перу) — перуанский юрист и политик. С 7 декабря 2022 года — действующий президент Перу. Она стала первой женщиной на этой должности. С 2021 по 2022 год она занимала пост вице-президента, а также министра развития и социальной интеграции Перу.

## Биография
Родилась 31 мая 1962 года в городе Чалъуанка, регион Апуримак. Окончила юридический факультет Университета Сан-Мартин-де-Поррес, затем училась в аспирантуре этого же университета.
С 2007 года и до избрания вице-президентом являлась служащей Национального регистра идентификации и гражданского состояния — ведомства, аналогичного по функциям органам ЗАГС.
Политическую карьеру начала в 2018 году, неудачно выдвинув свою кандидатуру в мэры округа Суркильо от левой политической партии «Свободное Перу». В 2020 году была кандидатом «Свободного Перу» на внеочередных парламентских выборах, однако её партия не попала в Конгресс, так как не смогла преодолеть процентный барьер.
На президентских выборах 2021 года Дина Болуарте стала кандидатом в вице-президенты от «Свободного Перу» в паре с Педро Кастильо. Во втором туре выборов их тандем одержал победу.
Официально вступила в должность вице-президента 28 июля 2021 года. На следующий день, 29 июля 2021 года, президент Кастильо одновременно назначил её министром развития и социальной интеграции в правительстве Гидо Бельидо.

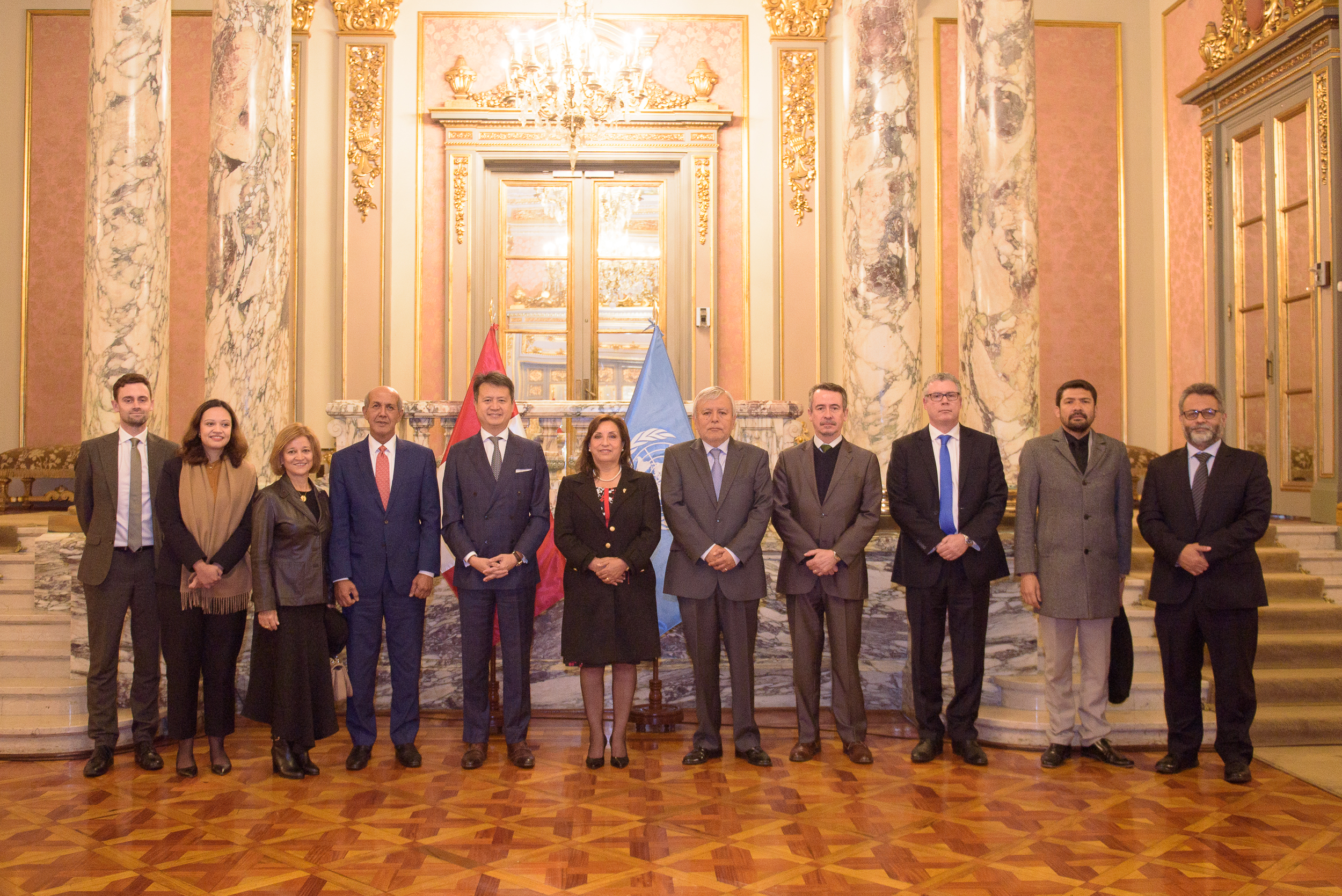
Генеральный директор ВОИС Дарен Танг (пятый слева) встретился с Диной Болуарте (шестая слева), вице-президентом Перу, чтобы обсудить продолжающуюся поддержку, оказываемую ВОИС стране в области интеллектуальной собственности.

7 декабря 2022 года президент Педро Кастильо объявил о роспуске Конгресса страны. В ответ Конгресс проголосовал за отстранение Кастильо от власти. При попытке укрыться в посольстве Мексики он был арестован. Власть перешла к вице-президенту Дине Болуарте.

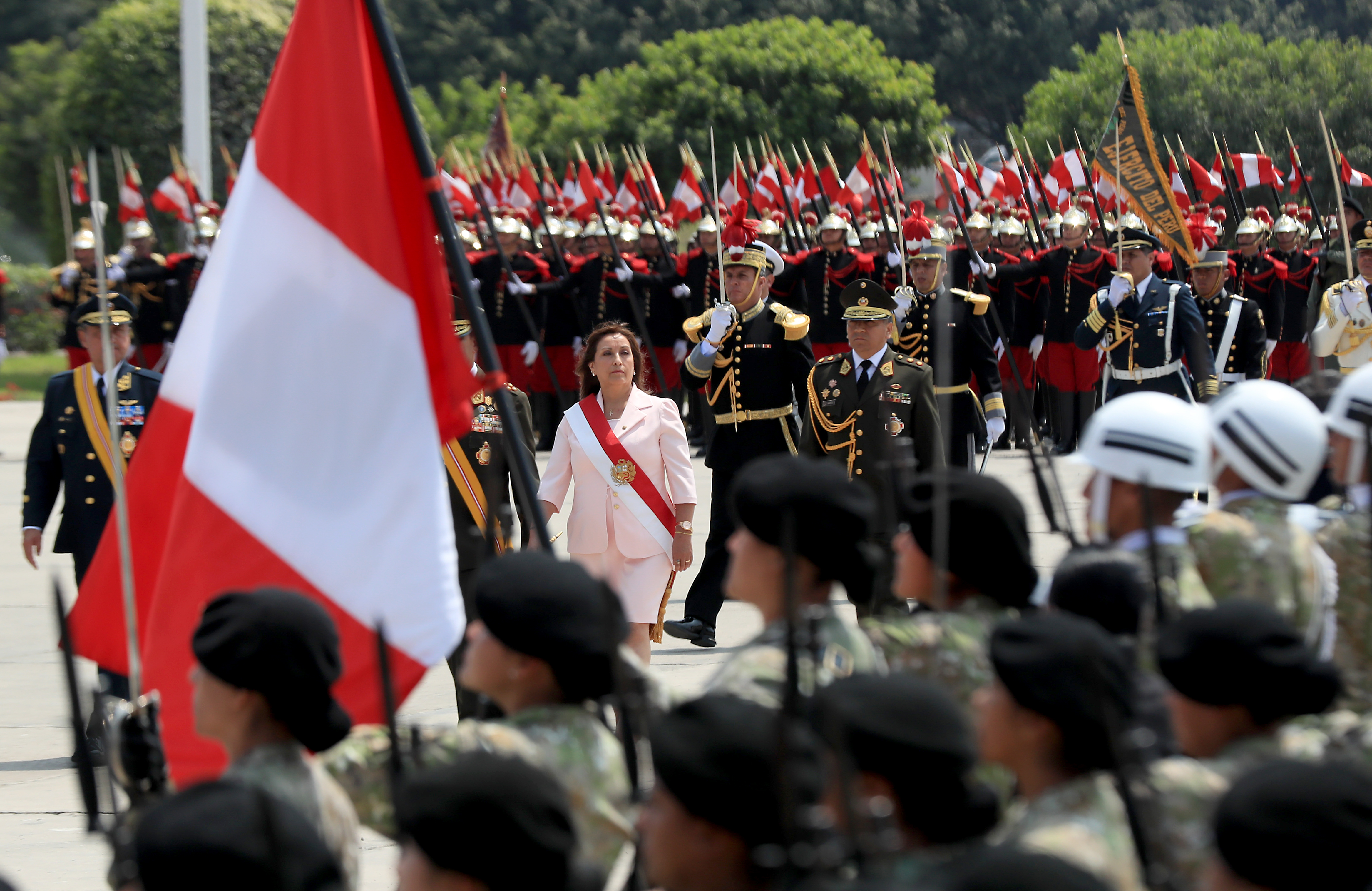
Первая церемония Дины Болуарте в качестве президента по случаю 198-й годовщины битвы при Аякучо и Дня славной перуанской армии, 9.12.2022.

На своём посту Болуарте встретилась с острым политическим кризисом, который привёл к длящимся протестам, в результате которых за месяц погибло около 50 человек. А среди требований протестующих появилась отставка Болуарте и проведение внеочередных выборов. 15 января 2023 года в стране объявили чрезвычайное положение на 30 дней. В ходе протестов погибло всего 69 человек, но Буларте отказалась уходить в отставку.
В 2023 году она перенесла операцию на носу и взяла двухнедельный отпуск, не сообщив об этом общественности, в результате чего должность осталась вакантной.
В середине марта 2024 портал La Encerrona сообщил, что у президента есть коллекция из 14 дорогостоящих часов, в том числе несколько незадекларированных Rolex. 30 марта в доме Дины Болуарте и в её резиденции прошли обыски из-за дела, прозванного «Ролексгейт».

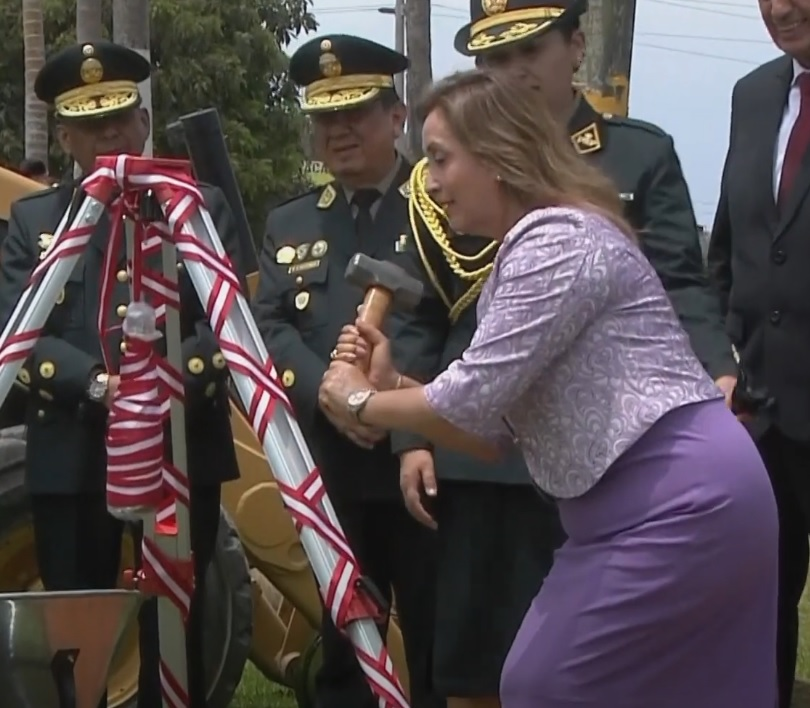
Болуарте со своими роскошными часами на президентском мероприятии в Лиме

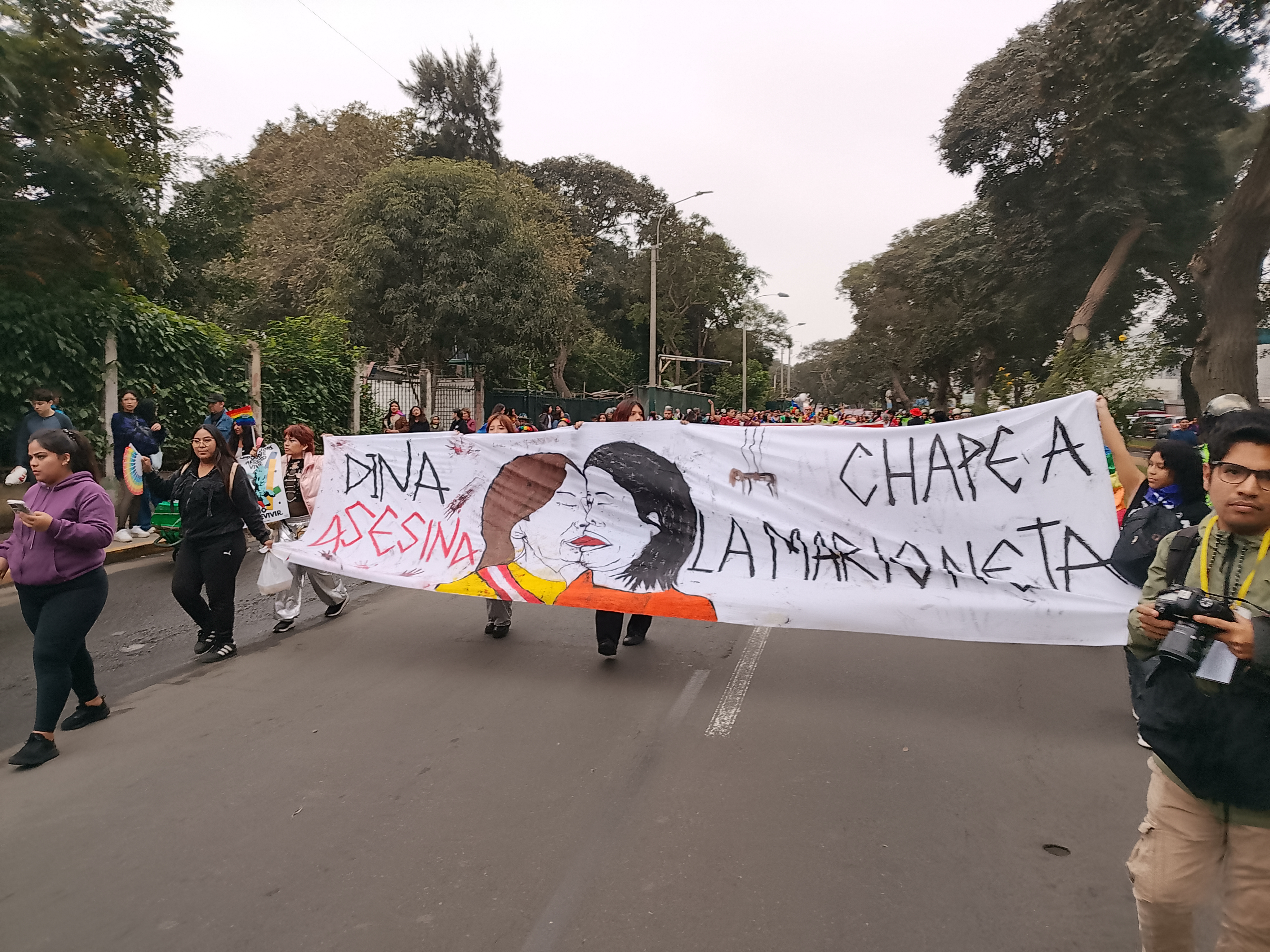
Протесты — Гордый марш,
28 июня 2025 г., Лима, Перу.

В июле 2025 года Дина Болуарте подверглась резкой критике после спорного решения её администрации увеличить президентскую зарплату до уровня зарплат других лидеров Латинской Америки. В стране, где 30 % населения живёт в бедности, а минимальная заработная плата составляет 305 долларов в месяц, зарплата главы государства увеличивается с 4400 до 10 000 долларов.
С 2016 года в стране сменилось шесть президентов, ни один из которых не завершил свой срок. Даже лидеры с 2001 по 2016 год подвергались расследованиям или были арестованы после окончания срока своих полномочий. Однако Дина Буларте, несмотря на правление в эпицентре конституционного кризиса, сумела продержаться у власти более двух лет, несмотря на то, что её рейтинг одобрения составляет всего 4%. Аналитики считают, что это связано с её хорошими отношениями с парламентом и их общей терпимостью к коррупции: она позволяет Конгрессу управлять страной, получая взамен поддержку.

## Личная жизнь
Дина Болуарте проживает в лимском округе Суркильо. Является президентом клуба Апуримак в Лиме.